# Stadhuis van Harlingen
Het Stadhuis van Harlingen staat aan de zuidzijde van de Noorderhaven tegenover de Raadhuisbrug in Harlingen in de Nederlandse provincie Friesland.

## Geschiedenis
Het stadhuis werd in 1730 door stadsbouwmeester Hendrik Jacobs Norel gebouwd in Lodewijk XIV-stijl. In 1756 werd het achter de nieuwbouw gelegen, uit de 16e eeuw stammend, bouwdeel vervangen door een nieuwe vleugel. De eveneens uit die tijd stammende toren bleef gehandhaafd. Aan de voorzijde heeft de gevel een balkon en een verguld beeld van Michaël, de beschermheilige van de stad Harlingen. Het beeld werd gemaakt door Gerbrandus van der Haven.
De raadhuistoren aan de Voorstraat werd in 1933 grotendeels werd vernieuwd. Na een brand in 1974 werd de toren in 1975 herbouwd. De toren heeft een gevelsteen (afkomstig van de in 1896 afgebroken Westerkerk) met eveneens een afbeelding van de aartsengel Michaël. Er hangen klokken van onder meer Jacob Noteman en Petrus Overney.
In de burgemeesterskamer bevindt zich een schoorsteenstuk met een voorstelling van Aeneas en Anchises. In een van de kamers - de oude trouwzaal bevinden zich ingelijste behangschilderingen met stadsgezichten, geschilderd door Nicolaas Baur. Deze schilderingen behoorden oorspronkelijk niet tot het interieur van het stadhuis, maar zijn afkomstig uit een woning in de stad. In deze zaal bevindt zich tevens een 18e-eeuws schoorsteenstuk uitgevoerd als grisaille.

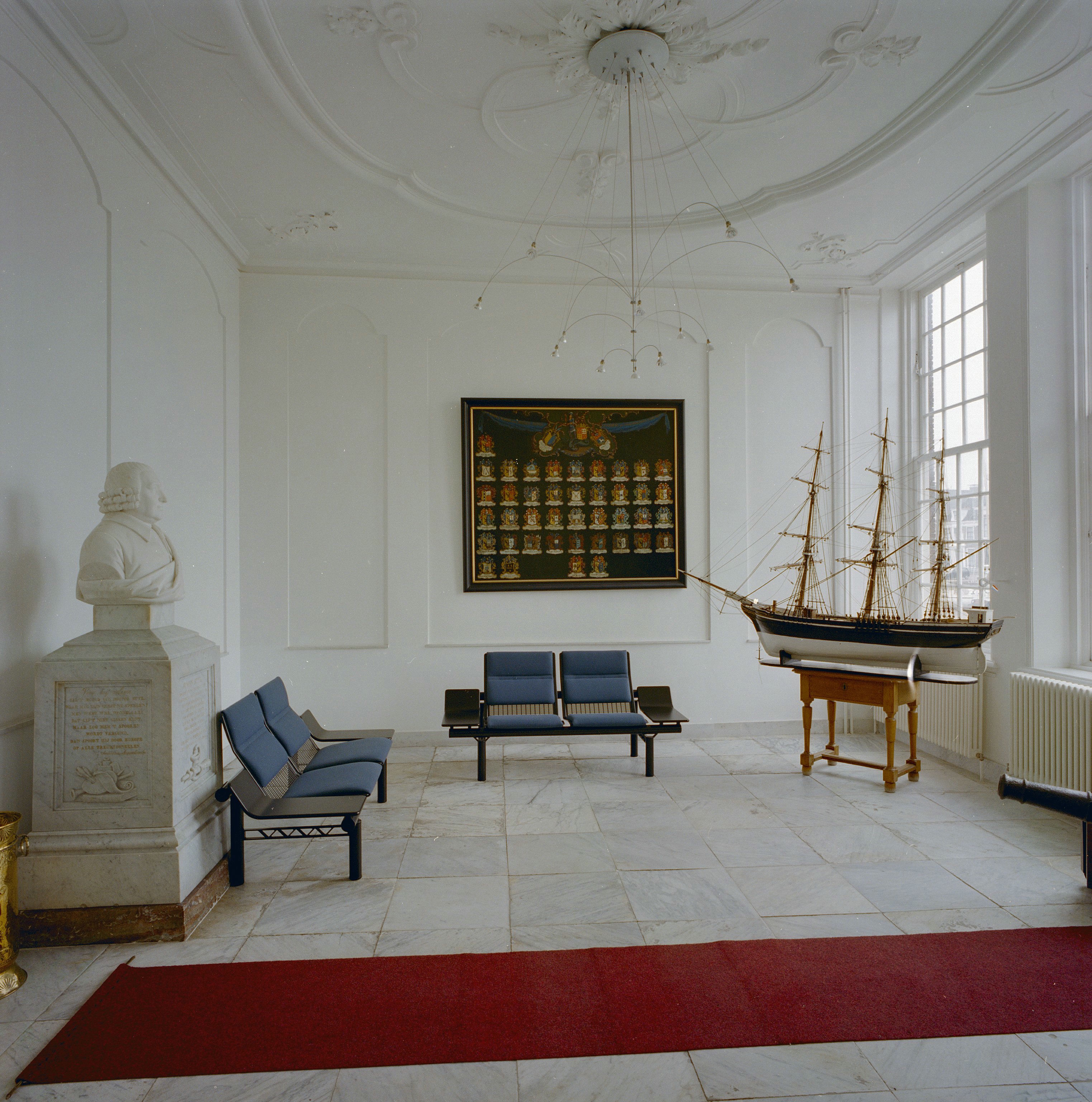
Kamer
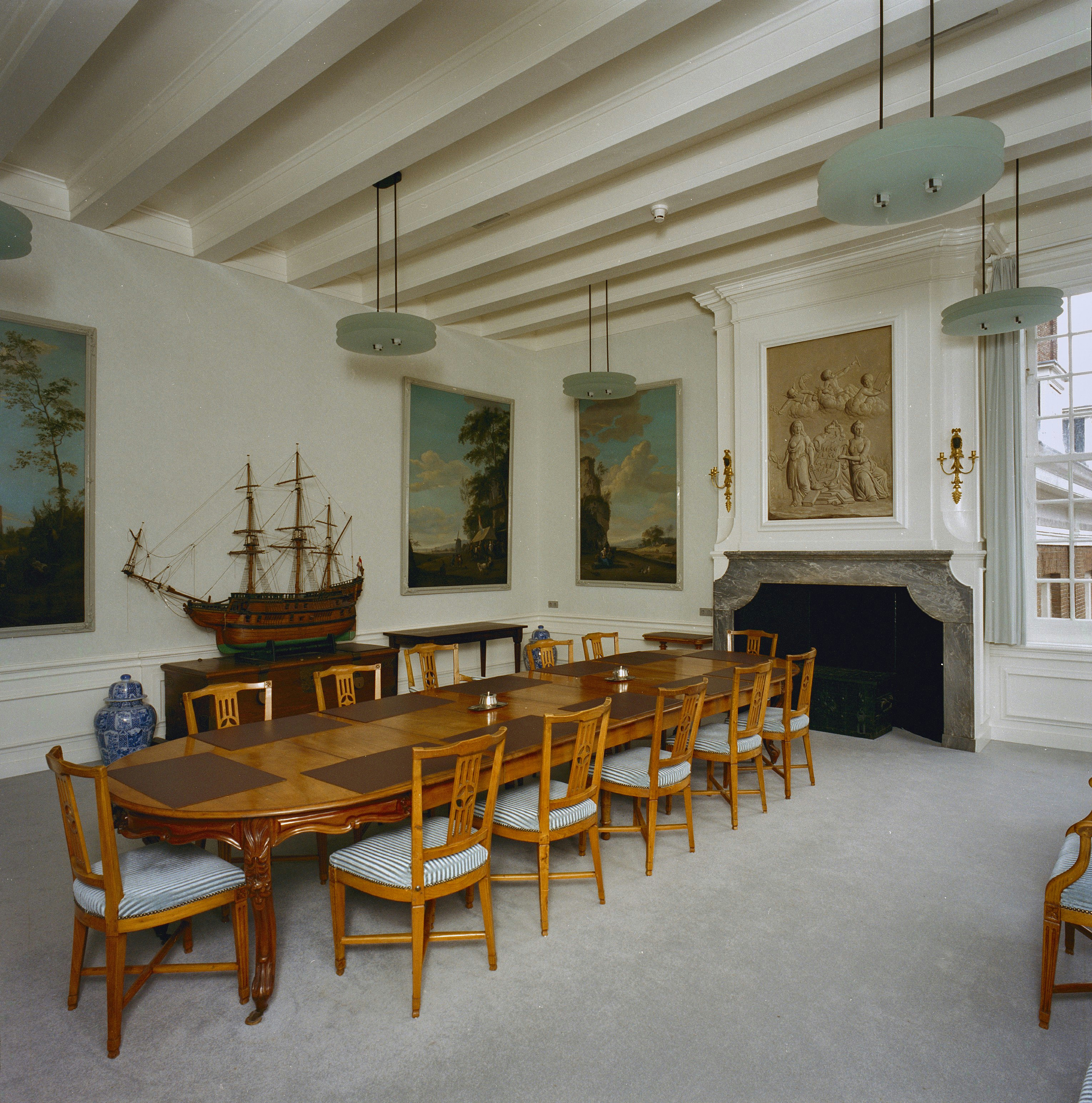
Trouwzaal
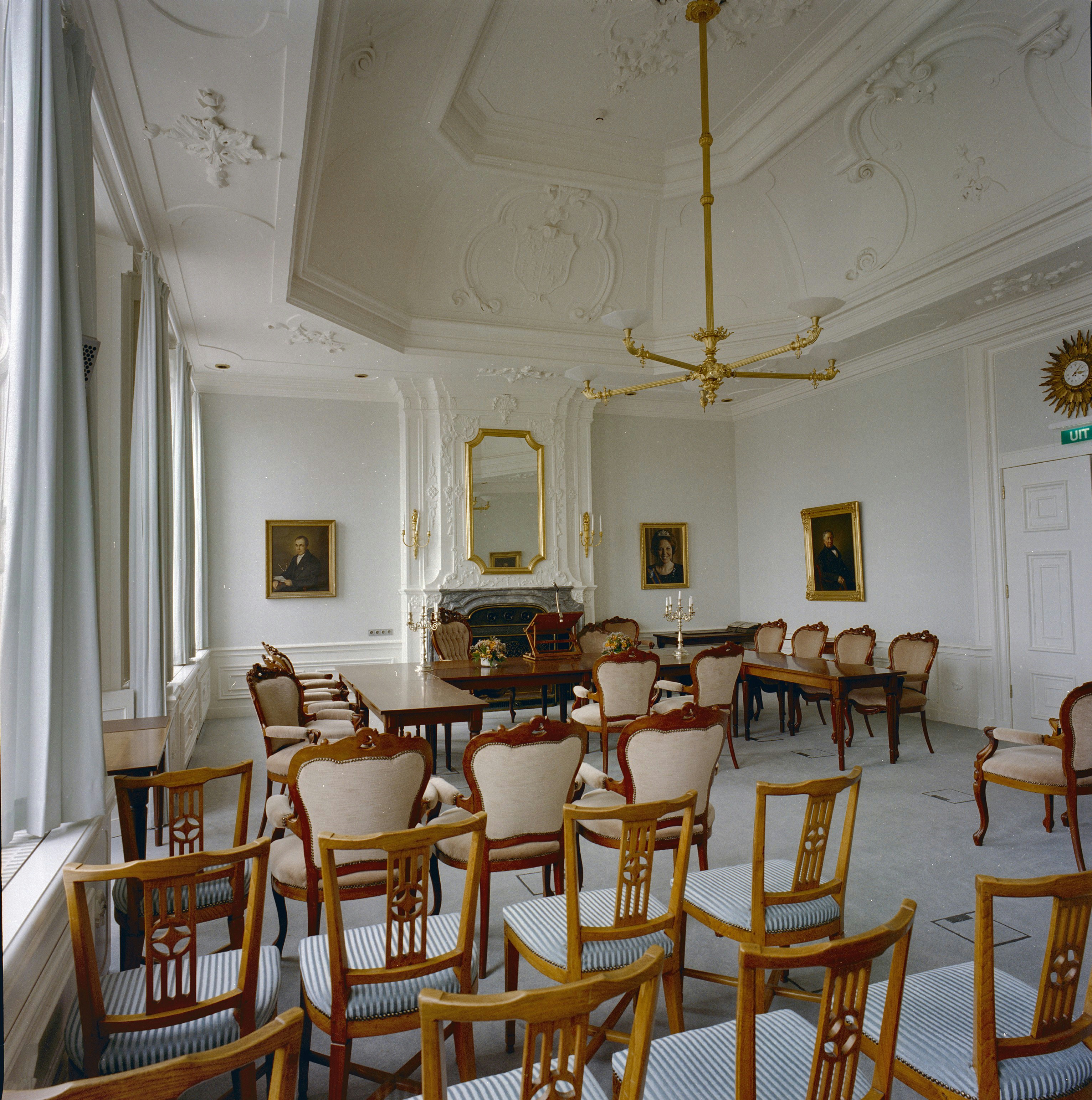
Raadzaal
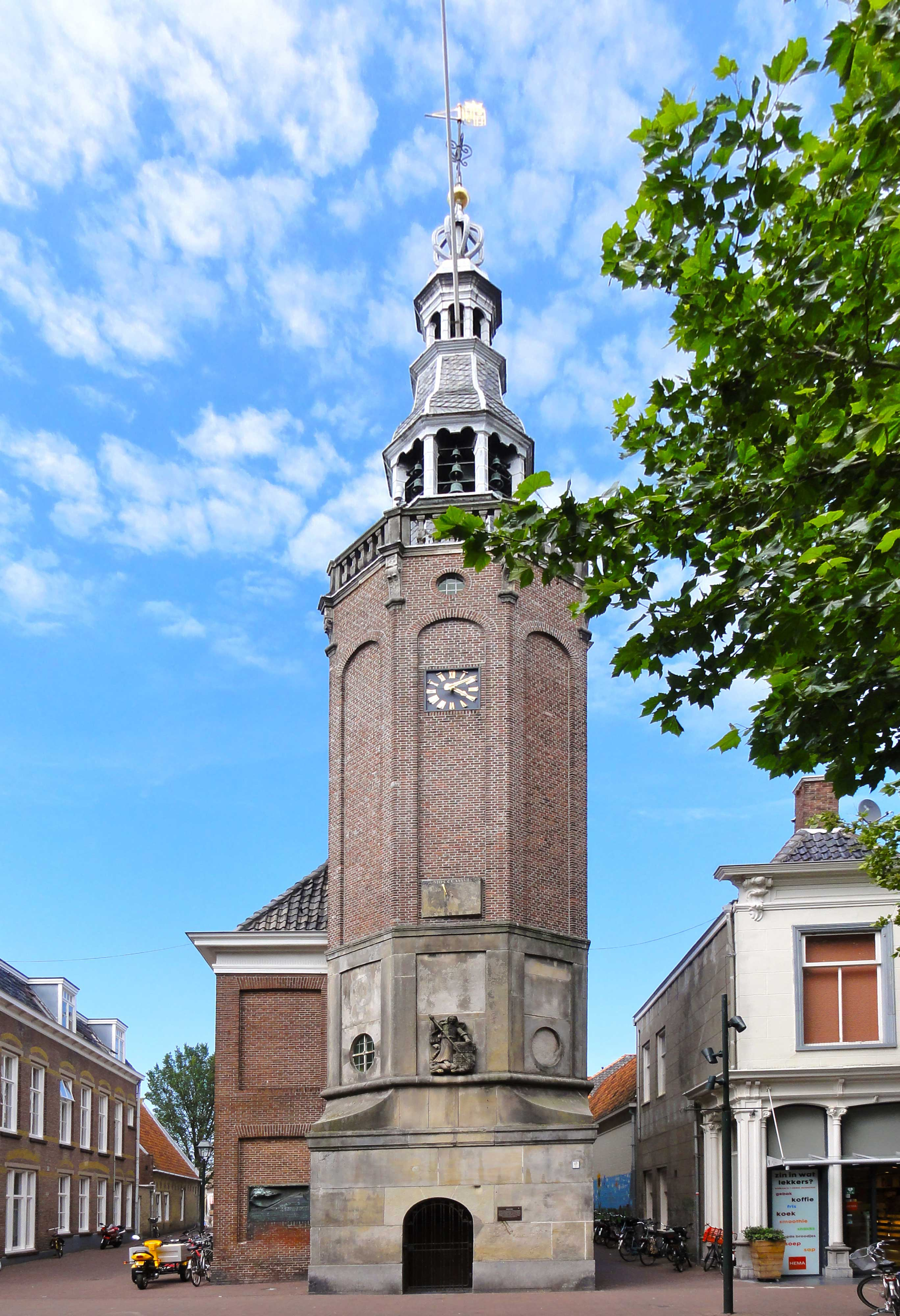
Raadhuistoren